# Solaster tropicus
Solaster tropicus är en sjöstjärneart som beskrevs av Fisher 1913. Solaster tropicus ingår i släktet Solaster och familjen solsjöstjärnor. Inga underarter finns listade i Catalogue of Life.